# Paul Theer
Paul Theer (* 8. April 1902 in Kőszeg; † 1. Oktober 1973 in Ungarn) war ein österreichisch-ungarischer Architekt.

## Leben
Theer studierte an der Technischen Hochschule Graz bei Friedrich Zotter und Karl Hofmann und arbeitete nach Ablegung der Staatsprüfung im Atelier von Julius Schulte in Linz und Franz Koppelhuber in Steyr.
In Linz war er gemeinsam mit Hans Arndt, Armin Sturmberger, Matthäus Schlager, Gustav Lassy und Julius Schulte tätig.  Nach Schultes  überraschendem Tod 1928 stellte Theer zusammen mit Hans Arndt und Rudolf Nowotny einige der noch von diesem entworfenen Bauwerke fertig.
In der Zwischenkriegszeit war er Mitglied der Künstlervereinigung MAERZ.

## Werke

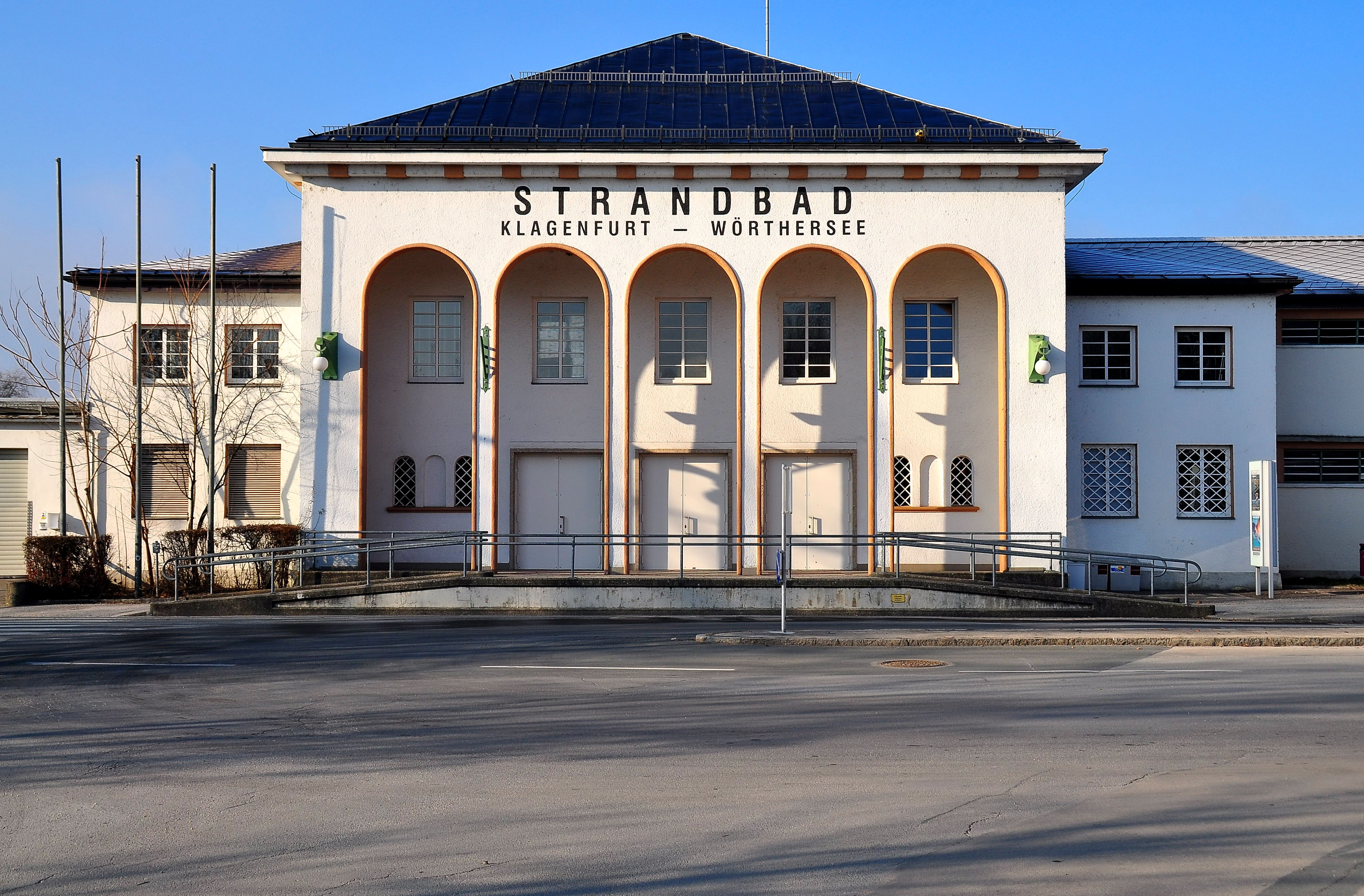
Eingangsgebäude des Strandbads Klagenfurt. Erbaut 1927 von F. Koppelhuber und P. Theer. Aufnahme von 2009.

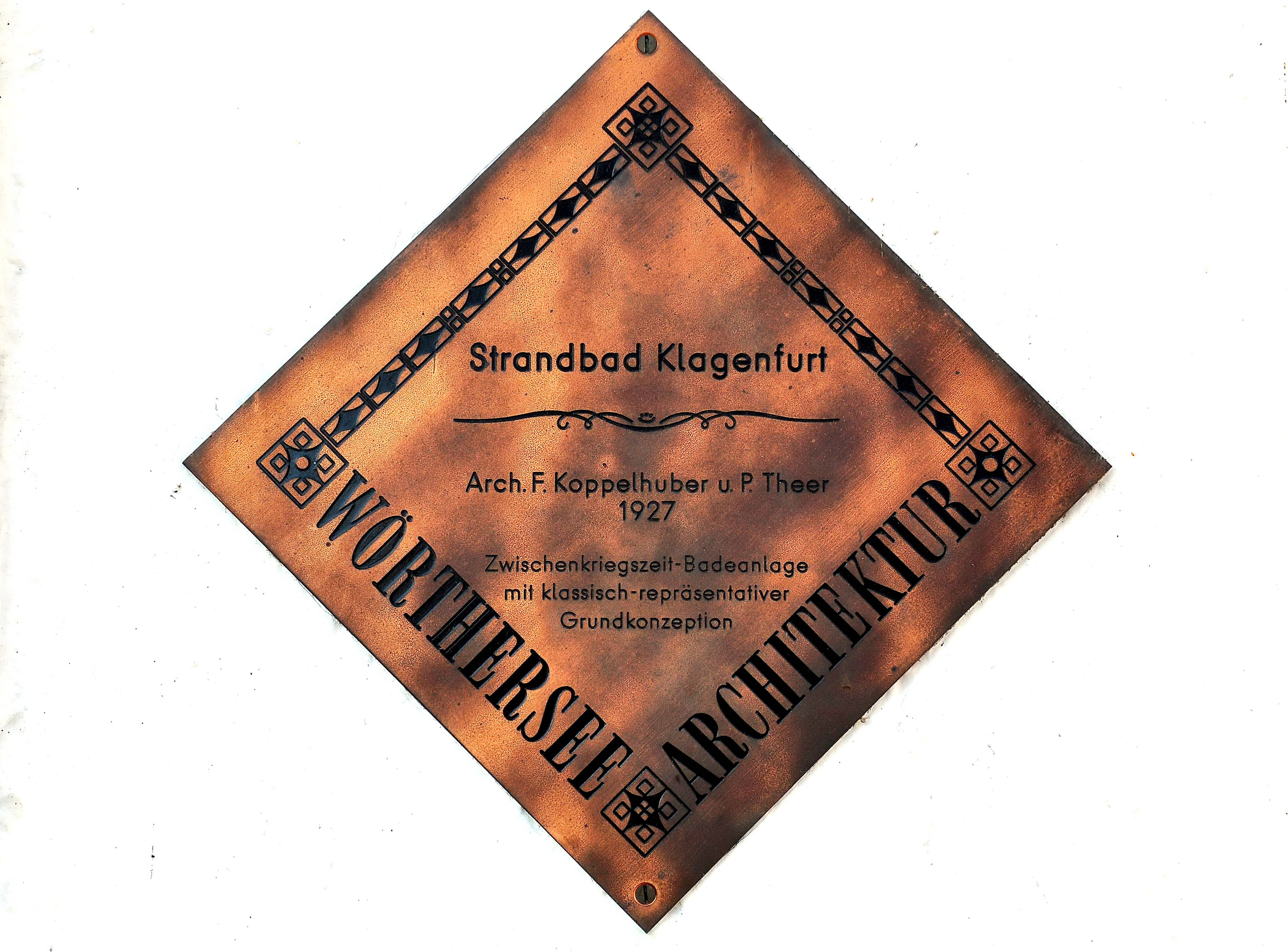
Plakette am Strandbad Klagenfurt mit namentlicher Nennung Paul Theers

- Gemeinsam mit Hans Arndt, Armin Sturmberger: Einfamilienhaus Vergeinerstraße 6, Linz, 1931
- Kammer für Arbeiter und Angestellte, Volksgartenstraße 40, Linz, 1947 bis 1950
- Gemeinsam mit Hans Arndt, Julius Schulte: Feuerhalle, Urnenhain Urfahr
- Wohnhausanlage Wimhölzelstraße 17 (1931)
- Umbau Jägermayrhof (1957)
- Gemeinsam mit Gustav Lassy, Kurt Schlauss: Wirtschaftskammer Oberösterreich, Hessenplatz, Linz
- Gemeinsam mit Franz Koppelhuber: Strandbad am Ostufer des Wörthersees in Klagenfurt (1927)

## Schriften
- Die Stadtrandsiedlung als Vollerwerbsquelle, Linz, 1932